# Житомирська (зупинний пункт)
Жито́мирська — пасажирський залізничний зупинний пункт Одеської дирекції Одеської залізниці Одеського залізничного вузла на обході станції Одеса-Застава I на лінії 1504 км — Одеса-Західна.
Розташована в Хаджибейському районі Одеси, у селищі Троїцьке (с-ще Дзержинського) між станціями Одеса-Західна (1,5 км) та Одеса-Головна (7 км). Розташована паралельно вулиці Житомирській.
Маршрутки № 201, 280 до зуп. Академіка Гарькавого.
Станом на початок 2018 р. по платформі зупиняється один приміський поїзд на добу в напрямку Білгород-Дністровського і назад.